# Plaça d'Espanya (Barcelona)
La plaça d'Espanya és una gran plaça circular situada a la intersecció viària de la Gran Via de les Corts Catalanes, els carrers de Tarragona i de la Creu Coberta, i les avingudes de la Reina Maria Cristina i del Paral·lel. Sota la plaça hi ha l'Estació d'Espanya, un intercanviador de les línies L1 i L3 del Metro de Barcelona i Ferrocarrils de la Generalitat de Catalunya (FGC).

## Història
En el Pla Cerdà, la plaça d'Espanya era un simple espai lliure a la cruïlla de les vies que comunicaven Barcelona i les poblacions del Baix Llobregat, prop de l'antiga creu de terme de la ciutat. Després d'un primer projecte per a urbanitzar la plaça de Josep Amargós el 1915, finalment Josep Puig i Cadafalch i Guillem Busquets se'n van encarregar de les obres, que van ser continuades per Antoni Darder des del 1926. Puig i Cadafalch i Busquets van dissenyar un conjunt monumental de forma circular, entorn d'un hemicicle format per una columnata d'estil barroc, inspirada en la plaça de Sant Pere del Vaticà de Bernini.

## Monuments i edificis
A la plaça s'hi troben alguns edificis d'interès: la plaça de toros de les Arenes (actualment un centre comercial) i les torres venecianes de la Fira de Mostres de Barcelona, que imiten el campanar de Sant Marc a Venècia.
Enmig de la plaça trobem la font de la Plaça d'Espanya, obra de Josep Maria Jujol (1929). La proposta inicial de la comissió del govern de Primo de Rivera era construir un Monumento a la Raza Hispana, però al final es van decidir per la proposta de Jujol. El seu nom original és "Font dels Tres Mars", ja que el seu autor hi volgué simbolitzar els tres mars que envolten la península Ibèrica, o Espanya. Aquesta al·legoria està representada per tres grups escultòrics tallats en marbre blanc que simbolitzen els rius Ebre, Tajo i Guadalquivir. Les tres figures en bronze representen la navegació, la salut pública i l'abundància i foren realitzades pels germans Miquel i Llucià Oslé. La font es va sotmetre a una intensa restauració amb motiu dels Jocs Olímpics de 1992.

## Imatges

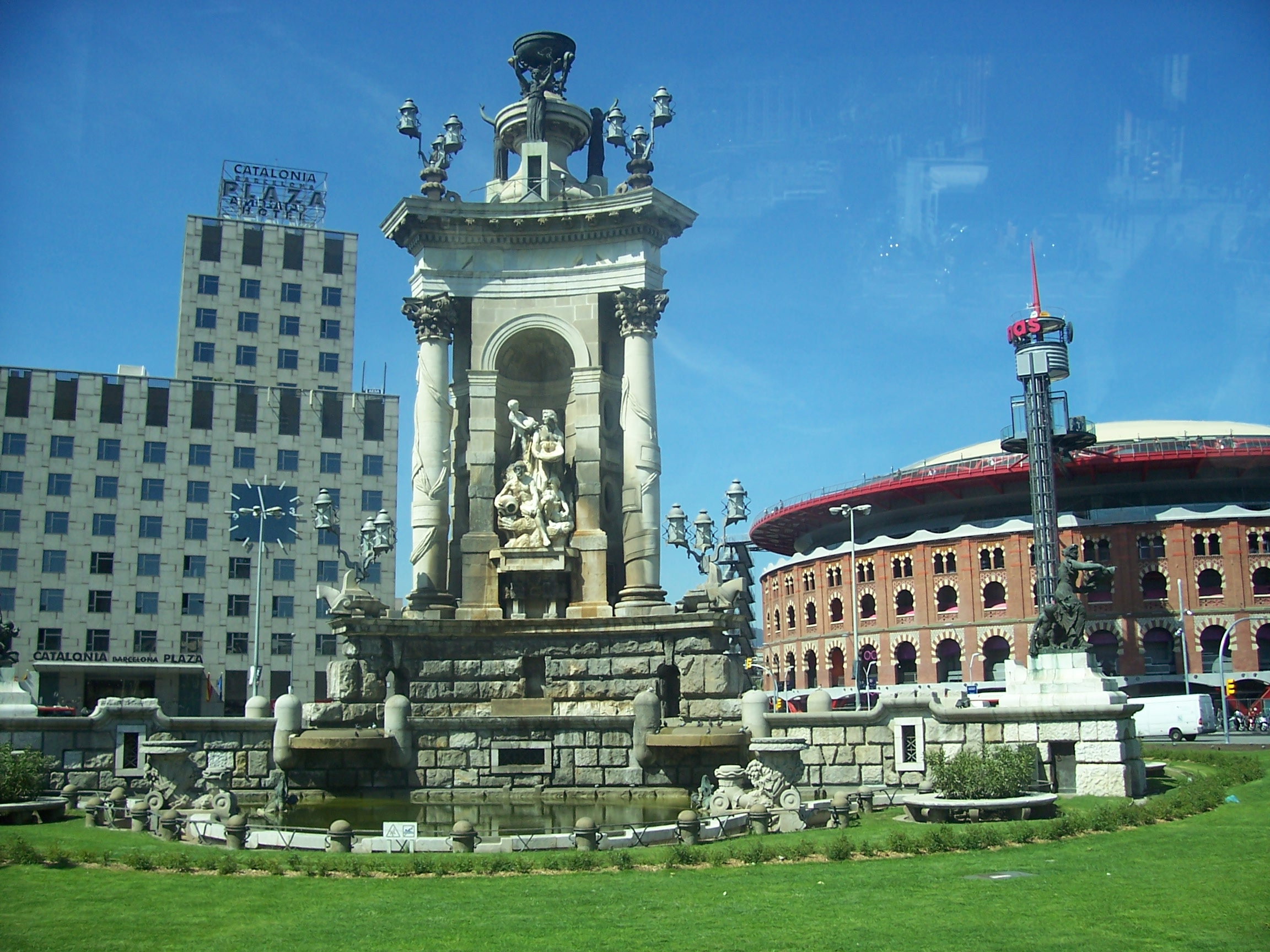
Font de la plaça d'Espanya dissenyada per Josep Maria Jujol
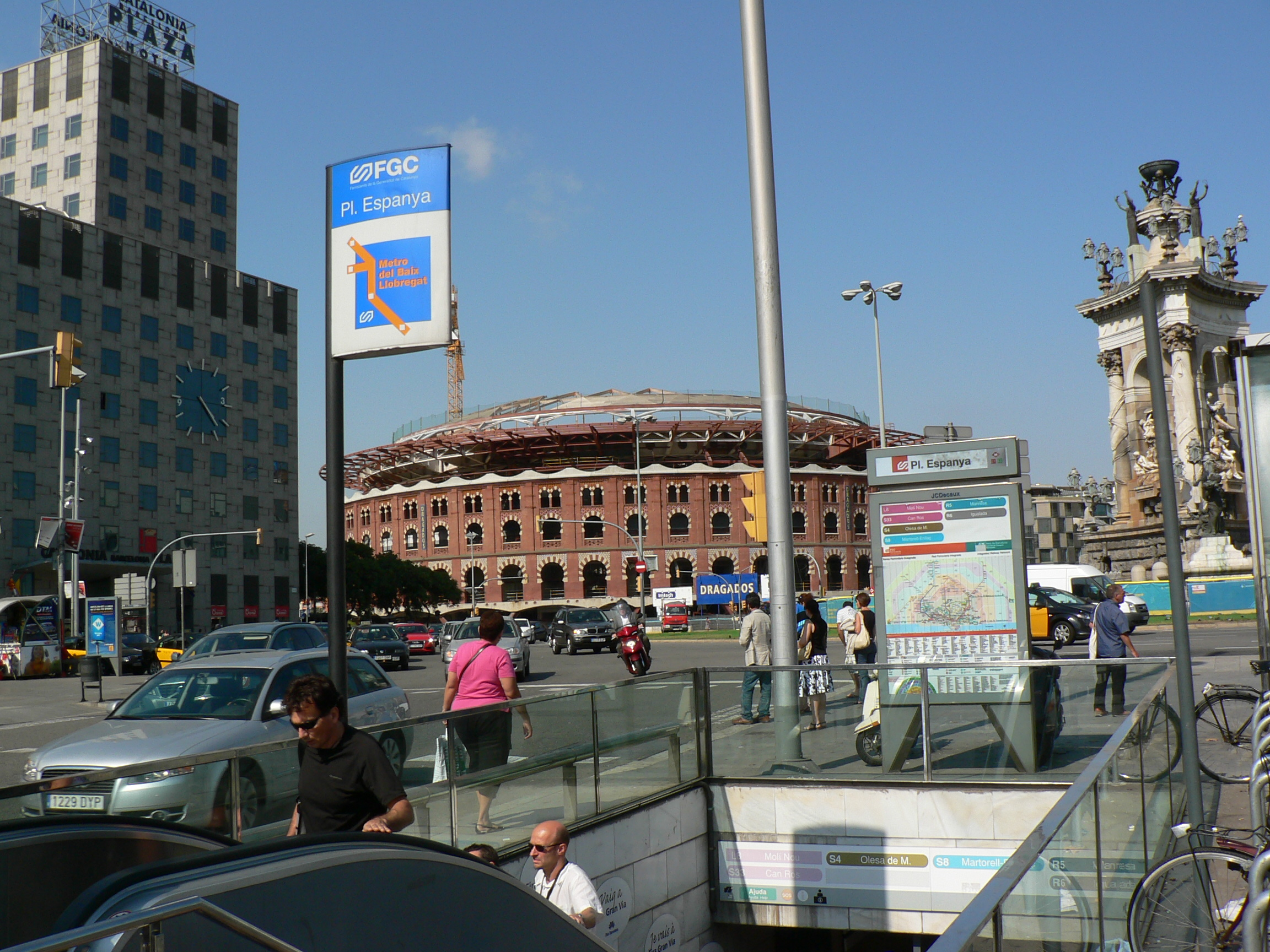
Hotel Catalonia Plaza i centre comercial Les Arenes
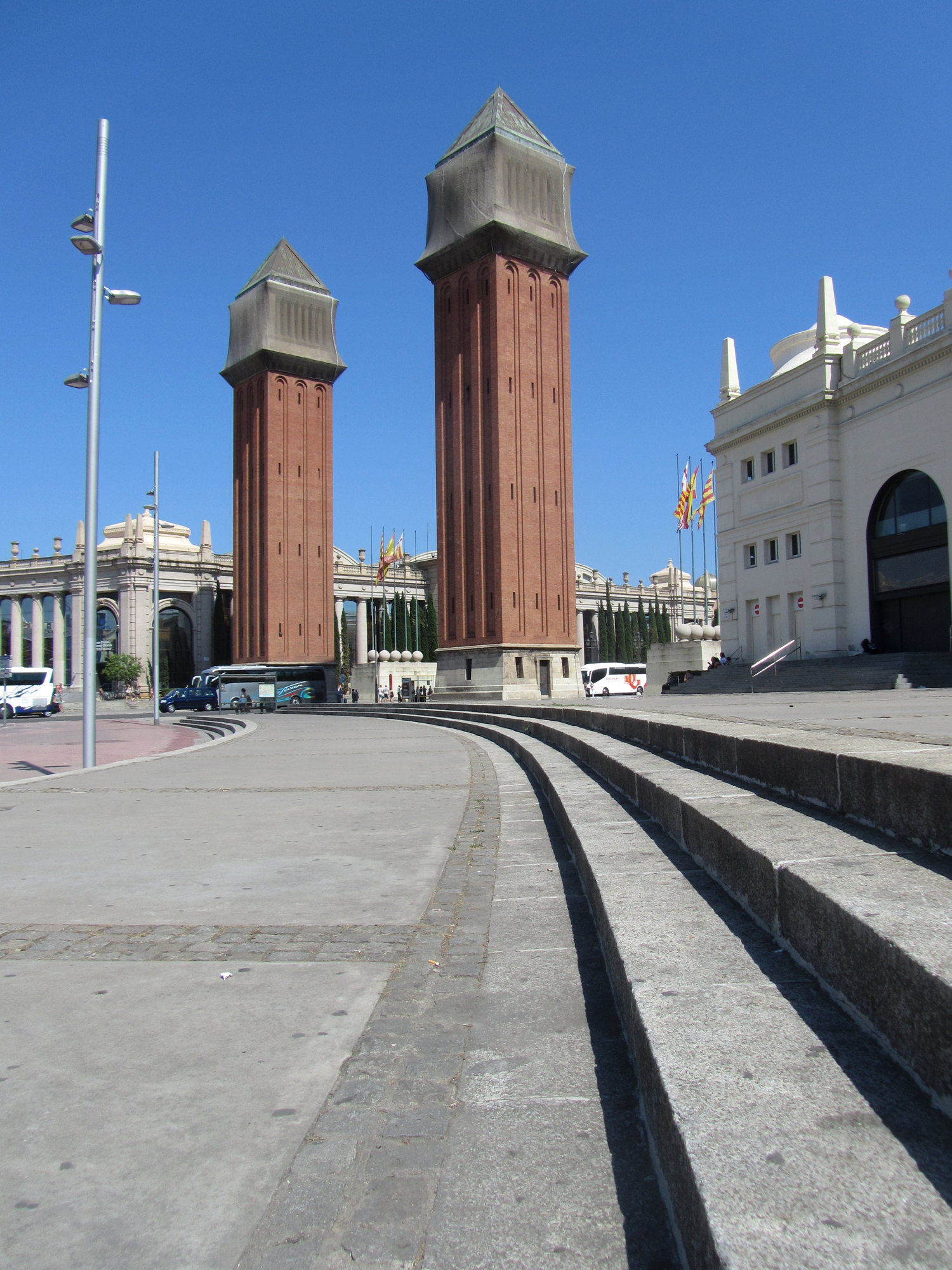
Torres venecianes
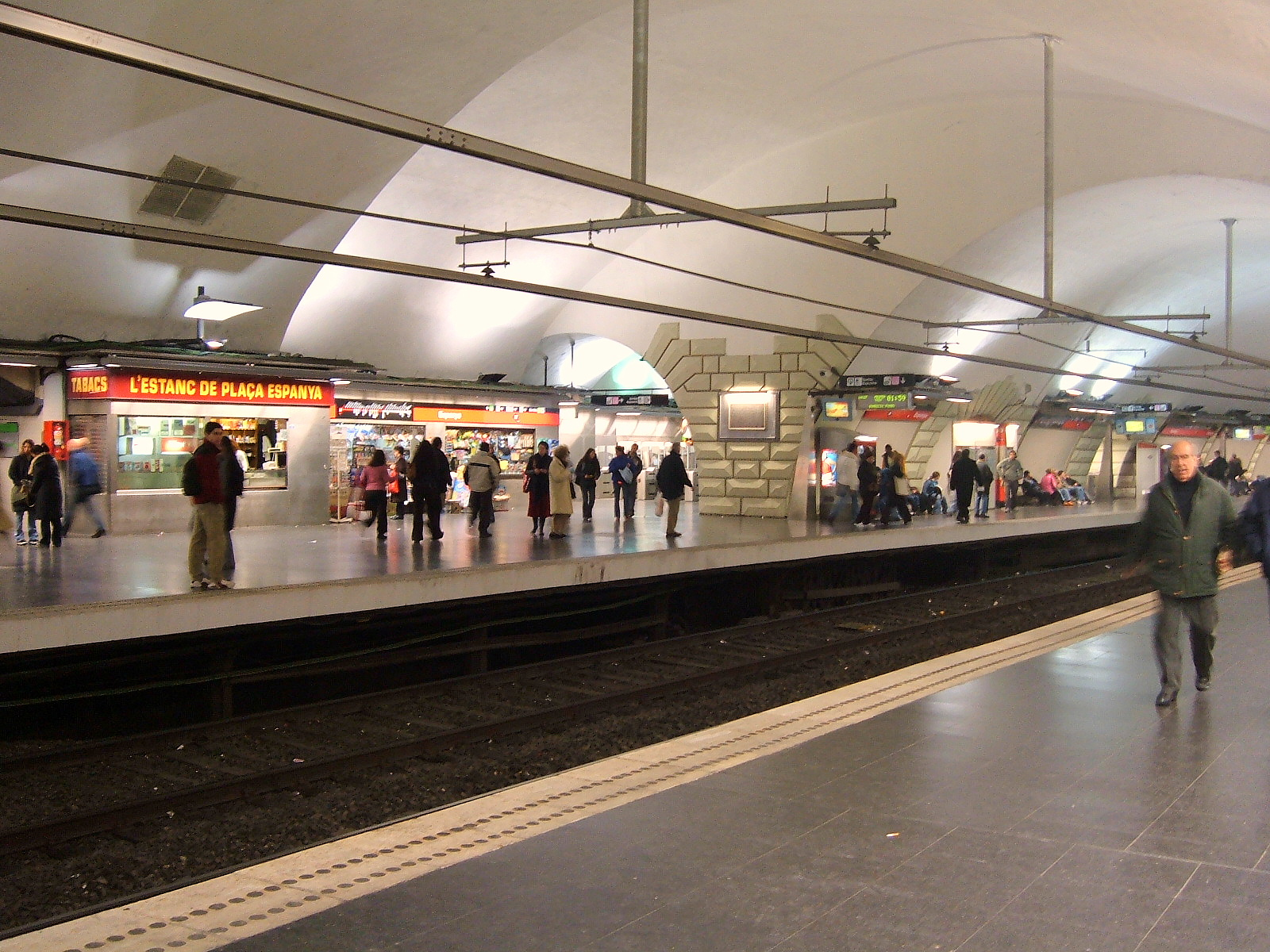
Estació de Metro de la plaça d'Espanya
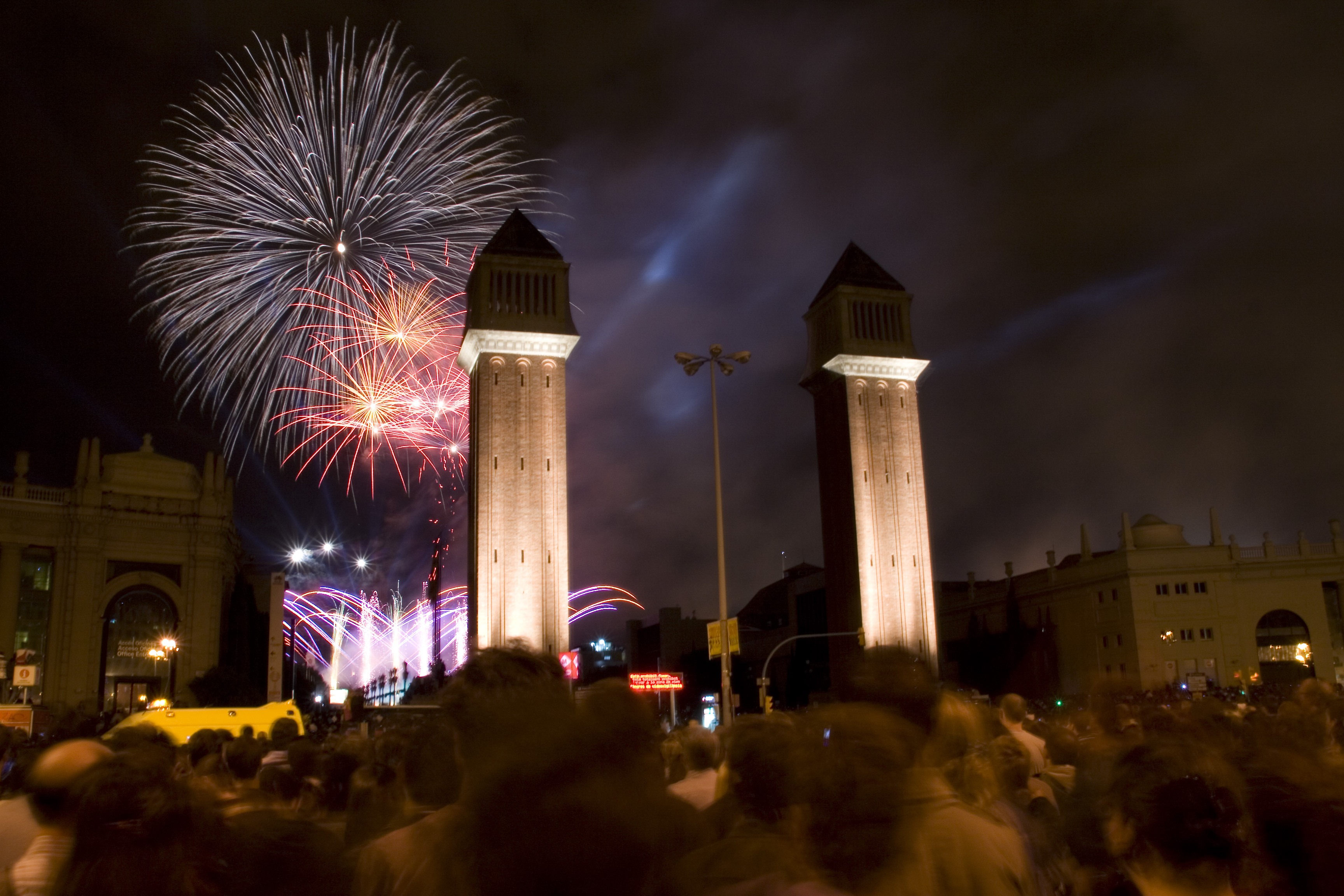
Foc artificials durant la celebració de les Festes de la Mercè